# Roman Coppola
Roman François Coppola (Neuilly-sur-Seine, 22 aprile 1965) è un regista, attore, produttore cinematografico, sceneggiatore e produttore televisivo statunitense.

## Carriera
Coppola ha avuto un piccolo ruolo come uno dei figli di Tom Hagen nella scena del funerale, nel film della consacrazione di suo padre, Francis Ford Coppola, Il Padrino. Ha inoltre interpretato un giovane Santino Corleone nel seguito del 1974, Il Padrino - Parte II. In seguito ha supervisionato gli effetti speciali per la pellicola del padre Dracula di Bram Stoker del 1992.
Il lungometraggio di debutto di Coppola, CQ, venne presentato fuori concorso all'edizione 2001 del Festival di Cannes. Ambientato negli anni sessanta, il film è incentrato su un giovane produttore cinematografico che cerca di destreggiarsi fra la sua vita personale e professionale, fra un lavoro in una serie fantascientifica a Parigi e la sua personale opera artistica cinematografica. Coppola fu sceneggiatore e regista.
Il secondo lungometraggio di Coppola fu A Glimpse Inside the Mind of Charles Swan III, che debuttó nel 2012 alla Festa del Cinema di Roma. Charlie Sheen interpreta il protagonista citato nel titolo, un grafico che fa i conti con una rottura sentimentale. Nel cast sono presenti anche Bill Murray e Jason Schwartzman.[3] Le recensioni sulla pellicola furono per lo più negative.
Coppola iniziò con la direzione di alcuni video musicali negli anni '90. Fondò la compagnia di produzione The Directors Bureau e diresse tutti i video musicali per l'album di debutto dei The Strokes Is This It, così come quello di "12:51" per il loro secondo album Room on Fire. Altri suoi lavori includono filmati per Daft Punk, Lilys, Moby, The Presidents of the United States of America, Ween, Green Day, e Fatboy Slim. Il suo video musicale per "Funky Squaredance" dei Phoenix è stato introdotto nella mostra permanente al New York Museum of Modern Art. Fu anche sostenitore del progetto musicale secondario del cugino Jason Schwartzman, Coconut Records.
Coppola è il co-proprietario di American Zoetrope assieme alla sorella Sofia Coppola,[4] con cui ha svolto una serie di lavori di regia per spot commerciali, fra cui una campagna pubblicitaria per Burger King nel 2004. Anche nel 2013 ha diretto uno spot per GEICO.
Coppola ha lavorato anche in altri campi della produzione cinematografica, come nel ruolo di seconda unità per i film Dracula di Bram Stoker, Jack, L'uomo della pioggia, Un'altra giovinezza, Segreti di famiglia (tutti e cinque diretti da suo padre), Le avventure acquatiche di Steve Zissou, Il treno per il Darjeeling (entrambi diretti da Wes Anderson; Il treno per il Darjeeling è stato co-sceneggiato e prodotto da Coppola) e per i film di sua sorella Sofia, Il giardino delle vergini suicide e Marie Antoinette.
Coppola ha anche co-sceneggiato la pellicola a tema adolescenziale Moonrise Kingdom - Una fuga d'amore con Anderson, che è stata nominata ai premi Oscar per la miglior sceneggiatura originale.

## Famiglia
Figlio di Francis Ford Coppola ed Eleanor. Fratello di Gian-Carlo Coppola e Sofia Coppola. Cugino di Jason e Robert Schwartzman, Nicolas Cage, Marc e Christopher Coppola.